# 紀元前722年
紀元前722年（きげんぜん722ねん）は、西暦（ローマ暦）による年。紀元前1世紀の共和政ローマ末期以降の古代ローマにおいては、ローマ建国紀元32年として知られていた。紀年法として西暦（キリスト紀元）がヨーロッパで広く普及した中世時代初期以降、この年は紀元前722年と表記されるのが一般的となった。

## 他の紀年法
- 干支 : 己未
- 中国
  - 周 - 平王49年
  - 魯 - 隠公元年
  - 斉 - 釐公9年
  - 晋 - 鄂侯2年
  - 秦 - 文公44年
  - 楚 - 武王19年
  - 宋 - 穆公7年
  - 衛 - 桓公13年
  - 陳 - 桓公23年
  - 蔡 - 宣侯28年
  - 曹 - 桓公35年
  - 鄭 - 荘公22年
  - 燕 - 繆侯7年
- 朝鮮
  - 檀紀1612年
- ユダヤ暦 : 3039年 - 3040年

## できごと

### 中国
- 魯の隠公と邾の安公が蔑で盟を交わした。
- 鄭軍が共叔段を鄢で破った。共叔段は共に逃れ、公孫滑は衛に亡命した。
- 紀軍が夷を攻撃した。
- 魯と宋が宿で盟を交わした。
- 衛軍が鄭を攻撃し、廩延を奪った。
- 『春秋』の記述が始まった（ - 紀元前481年）。

### オリエント
- アッシリアがサマリアを占領し、イスラエル王国を滅ぼす。「イスラエルの失われた10支族」のアッシリア捕囚。

## 死去
- シャルマネセル5世
- 魯の公子益師（中国語版）（衆父）